# Odznaka Honorowa za Dobrą Służbę w Marynarce
Odznaka Honorowa za Dobrą Służbę w Marynarce (duń. Hæderstegnet for god Tjeneste i Søetaten, skr. Ht.S.) – duńskie wojskowe odznaczenie ustanowione 29 stycznia 1801 przez króla Chrystiana VII Oldenburga. 
Obecnie przyznawane jest przez władcę z nominacji Szefa Sił Zbrojnych (dosł. „Szefa Obrony”, dun. Forsvarschefen), kobietom i mężczyznom służącym w marynarce wojennej, za 25 lat służby liczone od ukończenia dwudziestego roku życia. Odznaczana osoba musi spełniać też dodatkowe wymagania, tzn. musi być znana wśród swoich przełożonych jako dobry mężczyzna lub kobieta, którzy dzięki wierności, umiejętnościom, staranności i w innym sposobom dobrego zachowania w służbie, a także poprzez nienaganne zachowanie w swoim życiu prywatnym, zasłużył na publiczne prawo do noszenia świadectwa dobrej służby w siłach zbrojnych.
W duńskiej kolejności starszeństwa odznaczeń odznaka znajduje się obecnie (na listopad 2021) za Medalem Obrony za Wzorową Służbę, a przed Odznaką Honorową za Dobrą Służbę w Armii Lądowej.
Po śmierci odznaczonego odznaka musi zostać zwrócona do kancelarii duńskich sił zbrojnych.
Odznaka ma formę medalu, który ma średnicę 30 mm i wykonywany jest ze srebra. Na awersie znajduje się ukoronowany monogram fundatora odznaki, wzdłuż górnej krawędzi data ustanowienia „29 JAN: 1801”, a wzdłuż dolnej krawędzi napis „FOR GOD TJENESTE” (pol. ZA DOBRĄ SŁUŻBĘ). Na rewersie umieszczany jest wieniec dębowy, a w jego wnętrzu napis „FORTJENT” (ZASŁUŻONY). Wcześniej, do 1815, na rewersie wewnątrz wieńca znajdował się napis 25 AAR. (25 LAT.).
Medal mocowany jest do wiązanej w pięciokąt czerwonej wstążki z szerokim białym paskiem wzdłuż środka. 40 lat służby oznaczane jest poprzez umieszczenie na wstążce lub baretce złotego dębowego liścia (oznaki męstwa), lecz nie dotyczy to osób, które otrzymały już Srebrny Medal Zasługi przyznawany m.in. za 40-letnią, wierną służbę wojskową.
Formę medalu jako pierwszy wykonał medalier Peter Leonhard Gianelli, sam rewers w 1815 stworzył Johannes Conradsen, a w 1851 całość nieco przeprojektował Frederik Krohn.
Niemal identyczne są trzy inne odznaczenia: Odznaka Honorowa za Dobrą Służbę w Armii Lądowej, Odznaka Honorowa za Dobrą Służbę w Siłach Powietrznych i Odznaka Honorowa Obrony za Dobrą Służbę. Mają takie same wymiary medalu, materiał wykonania, kolory wstążki i statuty (aktualizowane w 2005). Różnią się jedynie przeznaczeniem dla osobnych rodzajów sił zbrojnych, a także monogramem władcy i datą na awersie. Rewersy też nie są identyczne, a jedynie bardzo podobne, gdyż projektowane były przez innych artystów. Jedynie dwie najnowsze odznaki fizycznie nie różnią się od siebie w ogóle.
Do końca roku 2002 Odznaką Honorową za Dobrą Służbę w Marynarce odznaczono 6454 osób.